# Otto Leodolter
Otto Franz Leodolter (* 18. März 1936 in Mariazell; † 16. Dezember 2020 in Ried im Innkreis) war ein österreichischer Skispringer.

## Werdegang

Autogramm Otto Leodolters 1960

1952 belegte Leodolter bei den Steirischen Meisterschaften im Staffellauf den 1. Rang, ab 1954 startete Leodolter für den SC Zell am See, von 1954 bis 1964 gehörte er der österreichischen Nationalmannschaft an.
Sein internationales Debüt feierte Leodolter bei der Vierschanzentournee 1954/55 mit einem 33. Platz in Innsbruck. Kurz darauf wurde er in Bischofshofen Zehnter. In die Vierschanzentournee 1955/56 startete er mit den Plätzen 31 in Oberstdorf und Rang 19 in Garmisch-Partenkirchen, bevor er nach einem 15. Platz in Innsbruck die Tournee als Achter der Gesamtwertung beendete. Damit erreichte er die Qualifikation für die Olympischen Winterspiele 1956 in Cortina d’Ampezzo. Das Springen von der Normalschanze beendete der 19-Jährige punktgleich mit dem Polen Józef Huczek auf dem 30. Platz. Am zweiten Wettkampftag (10. März 1956) bei der Skiflugwoche am Kulm wurde er Sechster.
Bei der Vierschanzentournee 1957/58 konnte er sich erneut steigern und erreichte nach guten Ergebnissen am Ende Rang sechs der Gesamtwertung. Diese Platzierung erreichte er ein Jahr später bei der Vierschanzentournee 1958/59 erneut. Ein Jahr später bei der Vierschanzentournee 1959/60 stand er in Innsbruck und Bischofshofen als Zweiter zweimal auf dem Podium und wurde am Ende Dritter der Gesamtwertung. Wenige Wochen später erreichte Leodolter mit dem Gewinn der Bronzemedaille bei den Olympischen Winterspielen 1960 in Squaw Valley im Springen von der Normalschanze am 18. Februar 1960. Er war damit der erste Medaillengewinner bei Olympischen Winterspielen für Österreich in dieser Disziplin.
Im Dezember 1960 startete er mit einem dritten Rang in Oberstdorf in die Vierschanzentournee 1960/61. In Garmisch verpasste er als Vierter das Podium nur knapp, konnte aber in Innsbruck und Bischofshofen erneut einen Rang unter den ersten drei erreichen. Am Ende lag er in der Gesamtwertung auf dem zweiten Rang hinter dem Deutschen Helmut Recknagel. Es war seine erfolgreichste Tournee, an die er in der Folge nicht mehr anknüpfen konnte. Seine letzte Tournee bestritt er in der Saison 1963/64.
Bei seinen dritten Olympischen Spielen, den Winterspielen 1964 in Innsbruck, verpasste er als 28. von der Normal- und als 17. von der Großschanze eine Wiederholung seines Erfolges von 1960 deutlich. Es waren zudem die letzten internationalen Wettbewerbe seiner Karriere.
1999 wurde Leodolter zu den Holmenkollen-Spielen eingeladen, anlässlich eines Empfanges bei König Harald wurde ihm mitgeteilt, dass er im Jahre 1959 mit 71,5 Metern einen Schanzenrekord aufgestellt hatte.
Nach seiner Pensionierung widmete sich Leodolter ausgiebig seinem großen Hobby, dem Segelfliegen. Für seine fliegerischen Leistungen bekam er zahlreiche Auszeichnungen.
Leodolters Sohn Otto Leodolter junior wurde 2012 Direktor des Landesskiverbands Oberösterreich.

## Erfolge

### Vierschanzentournee-Platzierungen
| Saison  | Platz | Punkte |
| ------- | ----- | ------ |
| 1955/56 | 8.    | 786    |
| 1957/58 | 6.    | 847    |
| 1958/59 | 6.    | 838    |
| 1959/60 | 3.    | 871    |
| 1960/61 | 2.    | 874    |

### Österreichische Meisterschaften
- Titel 1958
- Titel 1959 in Wörgl
- Rang 3 am 24. Januar 1960 in Saalfelden (allerdings auf der Köhlergraberschanze in Zell am See ausgetragen[8])
- Titel 1961 in Lienz
- Titel 1962 in Bad Goisern

### Andere Platzierungen
- Nordische Skiweltmeisterschaften 1962 in Zakopane:

Rang 15 Normalschanze am 21. Februar (206,1 Punkte)
Rang 16 Großschanze am 27. Februar (211,2 Punkte)
- Sieg in Willingen am 23. Februar 1958[11]
- Rang 3 am Holmenkollen am 16. März 1958[12]
- Sieg in Lahti am 11. März 1962[13]

## Auszeichnungen
1996 erhielt er das Goldene Verdienstzeichen der Republik Österreich.